# Оттавіо Ванніні
Оттавіо Ванніні (італ. Ottavio Vannini; 15 вересня 1585 — бл. 1643) — італійський художник періоду бароко, який працював переважно у Флоренції.

## Біографія
Народився у Флоренції в родині Мікеле Ванніні (італ. Michele Vannini). Спочатку він чотири роки навчався у посереднього художника на ім'я Джованні Баттіста Меркаті (італ. Giovanni Battista Mercati; можливо, гравер), але потім навчався в Римі під керівництвом Анастасіо Фуонтебуоні. Він повернувся до Флоренції, щоб працювати з Доменіко Пассіньяно. Він намалював «Святого Вінсента Феррера» для церкви Сан-Марко, Флоренція; і «Поклоніння волхвів» для базиліки Санта-Марія-дель-Карміне. Він написав вівтарний образ для каплиці святого Причастя в соборі Колле-ді-Валь-д'Ельза. Він намалював «Танкред та Ермінія» та «Ecce Homo», які зараз знаходяться в Палаццо Пітті. Він написав «Причастя святого Ієроніма» для церкви святої Анни.
У 2007 році робота Ванніні «Тріумф Давида» (1640), що висіла у галереї раннього європейського мистецтва Художнього музею Мілвокі, зазнала нападу з боку людини, з історією психічних захворювань. Повідомлялося, що її стурбовало зображення відрубаної голови Голіафа. Картину позичила для виставки родина Гоколь (англ. Haukohl), яка володіє найбільшою колекцією флорентійського мистецтва в США.

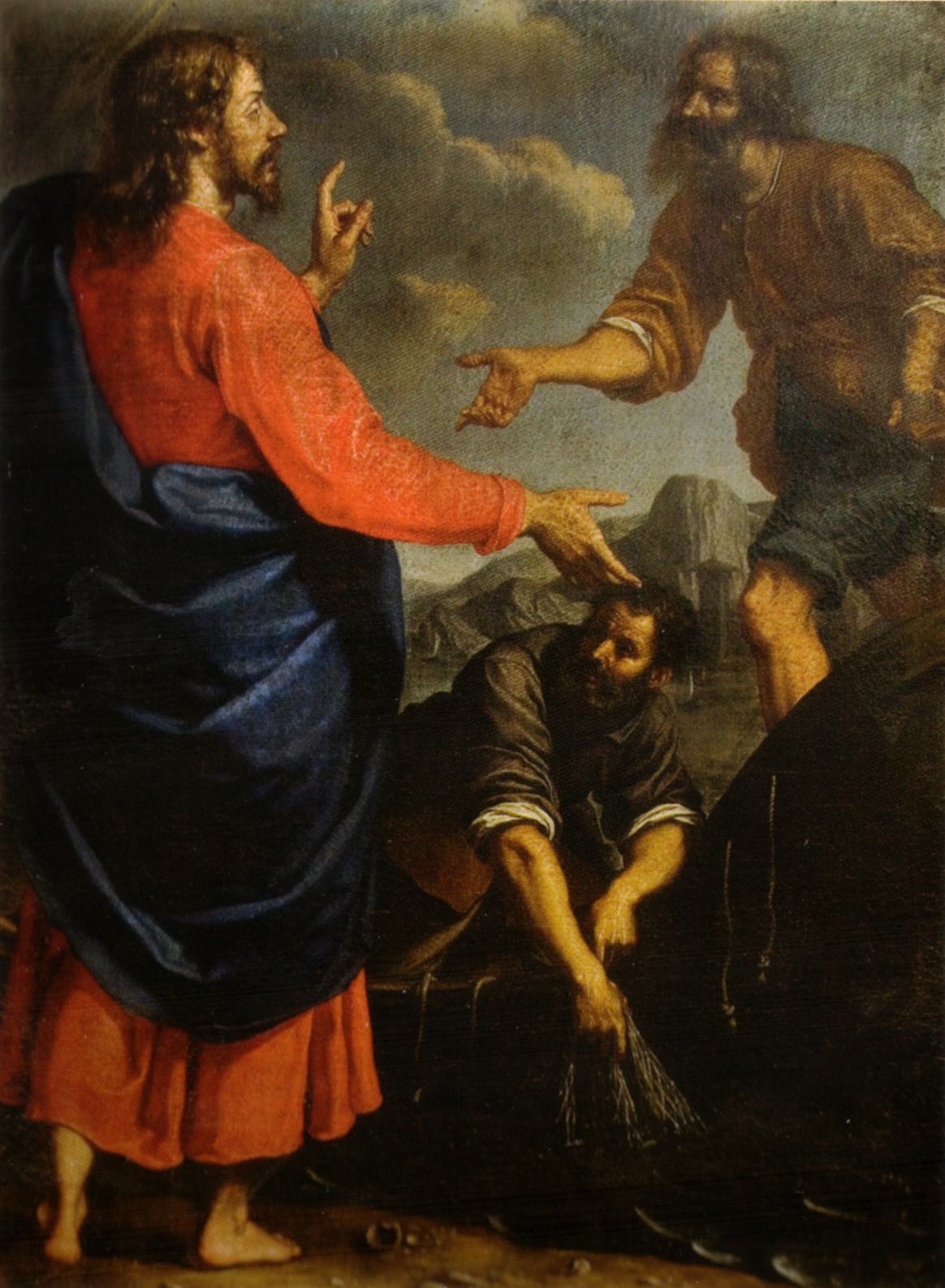
«Покликання святих Андрія і святого Петра» (Сан-Ґаєтано, Флоренція)
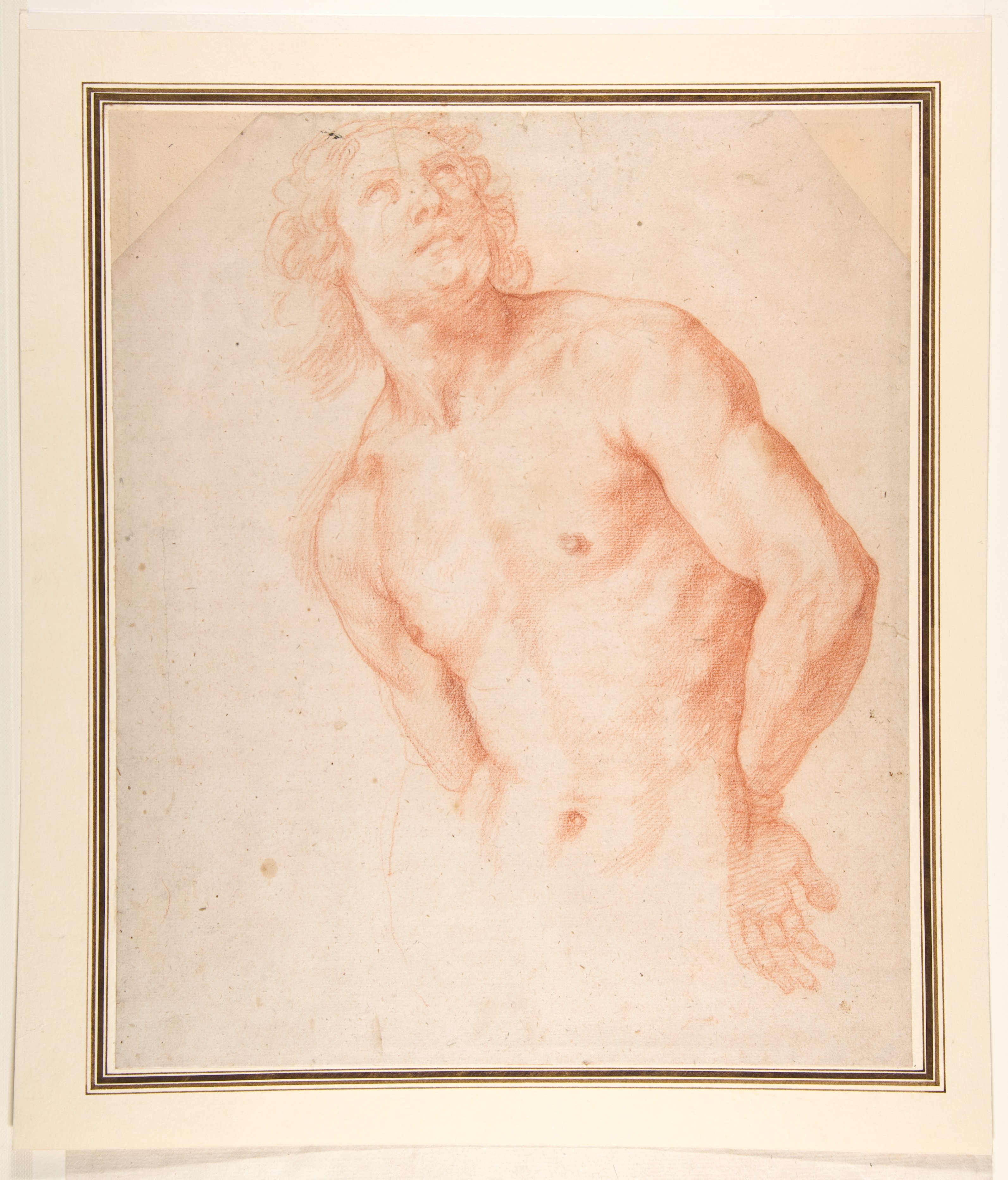
Ескіз «Верхня половина тіла оголеного чоловіка з руками за спиною»